# Aeterna Dei Sapientia

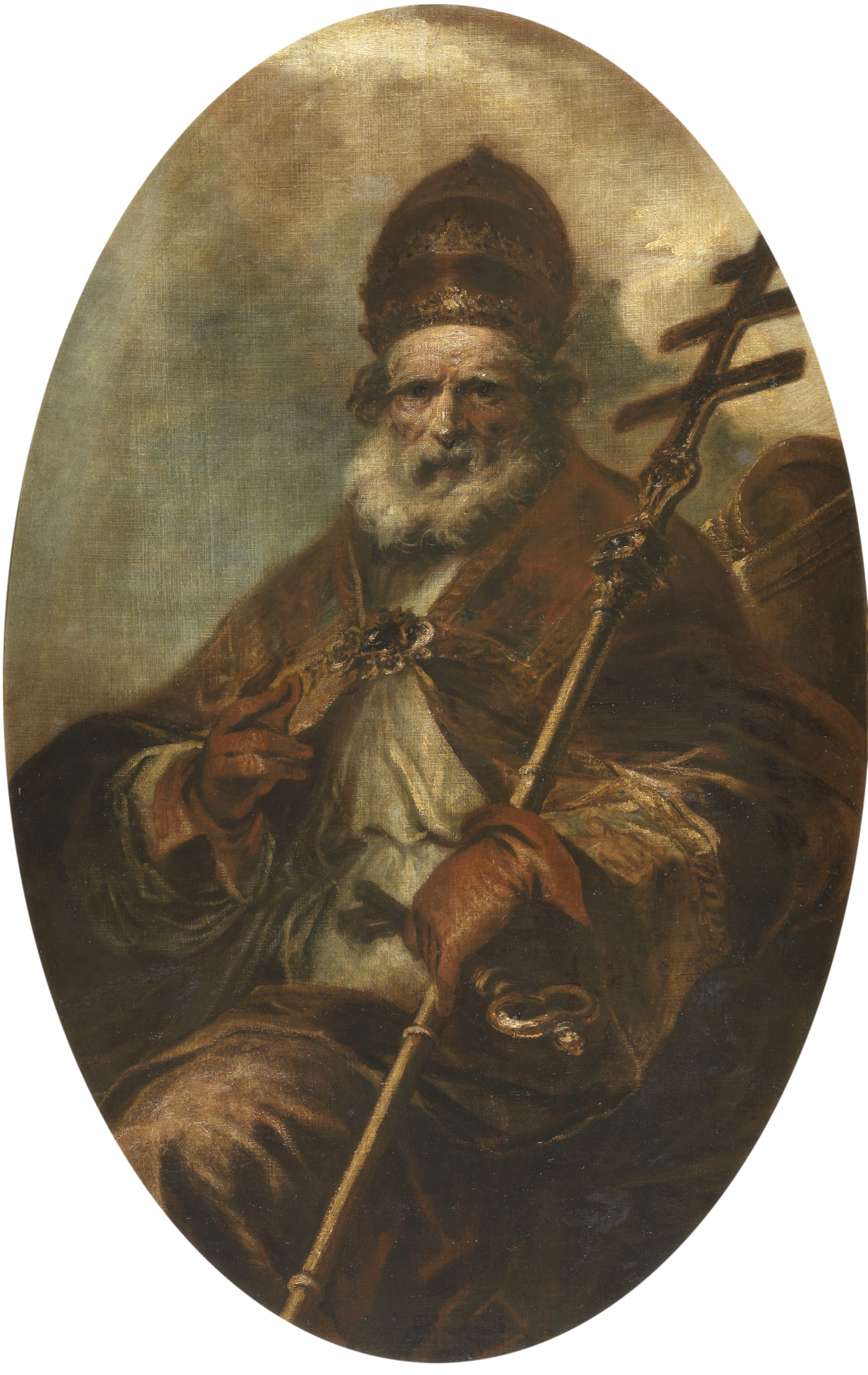
Святий Лев Великий

Aeterna Dei Sapientia — шоста енцикліка папи Івана XXIII, опублікована 11 листопада 1961. Пригадує святого папу Лева Великого в 1500-ліття його переставлення.

## Зміст
- I — Святий Лев Великий, понтифік, пастир і вчитель Вселенської церкви
- II — 1500-ліття Лева Великого і Другий Ватиканський собор
- Заключне повчання